# Štefan Šimončič
Štefan Šimončič (22. října 1934 – 20. listopadu 2020) byl slovenský fotbalový brankář a trenér.

## Fotbalová kariéra
V československé lize chytal za ČH (Červená hviezda) Bratislava a Jednotu Trenčín. Nastoupil ve 32 ligových utkáních.

## Ligová bilance
| Ročník                                     | Zápasy | Góly | Klub            |
| ------------------------------------------ | ------ | ---- | --------------- |
| Přebor československé republiky 1955       | 3      | 0    | ČH Bratislava   |
| 1. československá fotbalová liga 1956      | 3      | 0    | ČH Bratislava   |
| 1. československá fotbalová liga 1957/1958 | 11     | 0    | ČH Bratislava   |
| 1. československá fotbalová liga 1960/1961 | 11     | 0    | Jednota Trenčín |
| 1. československá fotbalová liga 1962/1963 | 1      | 0    | Jednota Trenčín |
| 1. československá fotbalová liga 1963/1964 | 2      | 0    | Jednota Trenčín |
| 1. československá fotbalová liga 1968/1969 | 1      | 0    | Jednota Trenčín |
| CELKEM 1. liga                             | 32     | 0    |                 |

## Trenérská kariéra
Trénoval mj. Chemlon Humenné, Inter Bratislava a Slovan Agro Levice.
- 1981/1982 Chemlon Humenné
- 1982/1983 Chemlon Humenné
- 1982/1983 Inter Bratislava – asistent
- 1983/1984 Inter Bratislava – asistent
- 1984/1985 Inter Bratislava
- 1985/1986 Slovan Agro Levice
- 1986/1987 Slovan Agro Levice
- 1987/1988 Slovan Agro Levice
- 1988/1989 Inter Bratislava – asistent
- 1989/1990 Inter Bratislava – asistent